# بخش ارنساند
بخش ارنساند (به سوئدی: Härnösands kommun) یک ناحیه شهری در سوئد است که در شهرستان وسترنورلاند واقع شده‌است.

## خواهرخوانده
شهر Kokkola خواهرخواندهٔ بخش ارنساند هست.